# Ozoroa marginata
Ozoroa marginata là một loài thực vật có hoa trong họ Đào lộn hột. Loài này được (Van der Veken) R. Fern. & A. Fern. mô tả khoa học đầu tiên năm 1965.